# Сомборски котлић
Сомборски котлић је традиционална гастрономска летња манифестација коју приређује град Сомбор.

## О манифестацији
Трг Светог Тројства у Сомбору – познатији као „Ћелави трг“, средином јула, а последњих година крајем јуна, локација је дешавања овог догађаја. Тог дана се неколико стотина рибљих паприкаша кува у котлићу.
Посетиоци фестивала поред гастрономских рецепата и дегустацији, могу да уживају и у домаћем вину и музичком програму.